# Theodor Unger (Numismatiker)
Theodor Unger (* 11. Oktober 1840 in Graz; † 27. Oktober 1896 ebenda) war ein österreichischer Archivar, Numismatiker und Dialektologe.

## Leben
Unger war Sohn des Botanikprofessors  Franz Unger und dessen Ehefrau Maria Josepha geb. Sand(t). Er  erhielt seine schulische Ausbildung teilweise (1855–1857) am Öffentlichen Gymnasium der Stiftung Theresianische Akademie in Wien und beschloss sie am k.k. Gymnasium in Graz. Danach begann er an der Universität Graz Rechtswissenschaft zu studieren. Er gehörte zu den Gründern des Corps Tartarus (1861–1864). Zum Missfallen seines Vaters brach er das Studium ab. 1864 ging er als Volontär in das Archiv vom Grazer Landesmuseum Joanneum, das im selben Jahr in den Rang einer k.k. Technischen Hochschule erhoben wurde. Zum Archiv gehörte ein umfassendes Münzen- und Antiken-Kabinett, in dem Unger seine Berufung fand. Er wurde 1866 zum Aspiranten und 1869 zum Beamten am Steiermärkischen Landesarchiv ernannt. Seit 1874 Adjunkt, stieg er zum Ersten Kustos auf.
Unger besaß eine bedeutende private Münzsammlung und widmete sich der Numismatik. Er trat erst relativ spät mit eigenen Beiträgen an die Öffentlichkeit. Bei seinem ausgeprägten Interesse an Mundarten stellte er eine umfangreiche Sammlung steirischen Dialektwortschatzes zusammen. Postum wurde sie auf Wunsch seiner Erben von dem Germanisten und Literaturhistoriker Ferdinand Khull bearbeitet und herausgegeben. Steirischer Wortschatz als Ergänzung zu Schmellers Bayerischem Wörterbuch, 1903. Zeitlebens unverheiratet geblieben, starb Unger im Alter von nur 56 Jahren. Sein Nachlass wird im Steiermärkischen Landesarchiv in Graz verwahrt.

## Veröffentlichungen
- Kleine Beiträge zur Münzkunde des Kronlandes Steiermark (1890)
- Numismatische Streifzüge auf archivalischem Gebiete (1892)
- Zur Geschichte der Wiener Raths- und Salvator-Pfennige (1897, postum)